# Zollhaus (Wassertrüdingen)
Zollhaus ([ˈt͡sɔlˌhaʊ̯s] ) ist ein Gemeindeteil der Stadt Wassertrüdingen im Landkreis Ansbach (Mittelfranken, Bayern). Zollhaus liegt in der Gemarkung Schobdach.

## Geographie
Die Einöde liegt im Wörnitzgrund und ist von Acker- und Grünland mit vereinzeltem Baumbestand umgeben. Im Süden wird die Flur Hungerbühl genannt. 0,5 km südöstlich liegt der Espanwald, 0,75 km östlich das Waldgebiet Chorälln. Die Staatsstraße 2221 führt an der Hertleinsmühle vorbei nach Wassertrüdingen (1,4 km nordwestlich) bzw. nach Auhausen (2,6 km südlich).

## Geschichte
Gegen Ende des 18. Jahrhunderts übte das ansbachische Oberamt Wassertrüdingen das Hochgericht aus, das jedoch auch vom ansbachischen Oberamt Hohentrüdingen beansprucht wurde. Grundherr des Anwesens war das oettingen-spielbergische Evangelische Oberamt Oettingen.
Infolge des Gemeindeedikts wurde Zollhaus 1809 dem Steuerdistrikt und der Ruralgemeinde Geilsheim zugeordnet. 1818 wurde es in die neu gebildete Ruralgemeinde Schobdach umgemeindet. Im Zuge der Gebietsreform in Bayern wurde Zollhaus am 1. Juli 1971 nach Wassertrüdingen eingemeindet.

### Einwohnerentwicklung
| Jahr      | 001818 | 001840 | 001861 | 001871 | 001885 | 001900 | 001925 | 001950 | 001961 | 001970 | 001987 |
| Einwohner | 4      | 5      | 3      | 5      | 5      | 6      | 7      | 3      | 6      | 5      | *      |
| Häuser    | 1      | 1      |        |        | 1      | 1      | 1      | 1      | 1      |        | *      |
| Quelle    | [ 8 ]  | [ 9 ]  | [ 10 ] | [ 11 ] | [ 12 ] | [ 13 ] | [ 14 ] | [ 15 ] | [ 16 ] | [ 17 ] | [ 18 ] |

## Religion
Der Ort ist seit der Reformation evangelisch-lutherisch geprägt und bis heute in die Dreieinigkeitskirche (Wassertrüdingen) gepfarrt. Die Einwohner römisch-katholischer Konfession waren ursprünglich nach St. Maria Magdalena (Cronheim) gepfarrt, heute ist die Pfarrei Heilig Geist (Wassertrüdingen) zuständig.